# Billy Kyle
Pour les articles homonymes, voir Kyle.
William Osborne Kyle, connu sous son nom de scène Billy Kyle, né le 14 juillet 1914 à Philadelphie (Pennsylvanie) et mort le 23 février 1966 à Youngstown (Ohio), est un pianiste de jazz américain.

## Biographie
William Osborne Kyle naît le 14 septembre 1914 à Philadelphie. Il commence l'étude du piano à l'école et suit des études musicales classiques. Il intègre des orchestres locaux dès 1929 puis part travailler en free-lance à New York. Durant les années 1930, il travaille dans les formations de Tiny Bradshaw (1936), Lucky Millinder (1936-1937) puis avec le Mills Blue Rhythm Band. En 1938, il intègre le sextuor de John Kirby et enregistre notamment avec Henry Allen (1936), Mildred Bailey et Lionel Hampton. Il est appelé sous les drapeaux en 1942 et sert dans le Pacifique jusqu'à la fin des hostilités. Après la guerre, il travaille à nouveau avec l'orchestre de Kirby ainsi qu'avec Sy Oliver, en 1947.

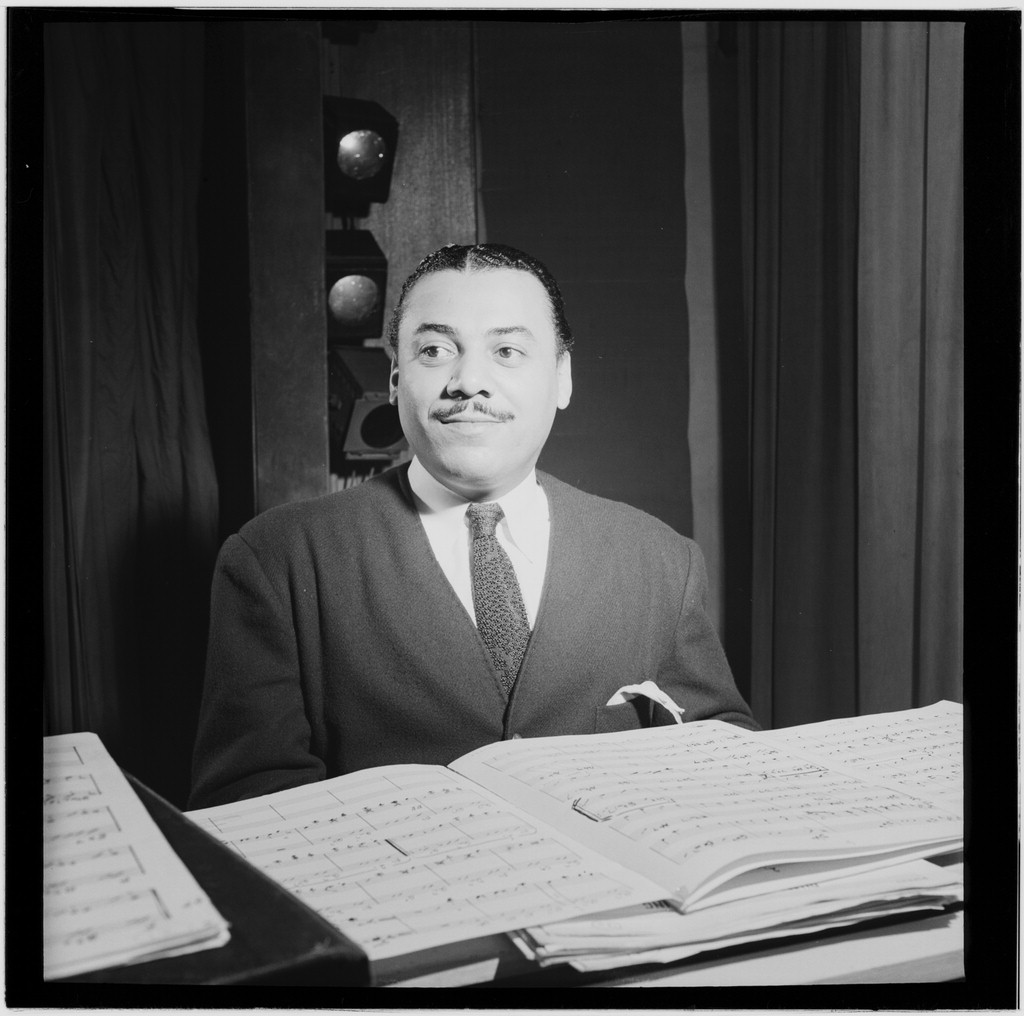
Portrait de Billy Kyle par William P. Gottlieb, entre 1946 et 1948.

Il forme ensuite son propre orchestre. Durant treize ans, à partir de 1953, il joue dans l'orchestre des All-Stars de Louis Armstrong. Il a alors quelques opportunités pour enregistrer des compositions en son nom, mais ne réalise finalement que dix-sept chansons en tout, en tant que sideman. En 1956, il interprète une chanson dans le film Haute société, aux côtés de Grace Kelly et Frank Sinatra.
Pianiste au jeu fluide et au toucher léger, doté d'un swing incisif et d'une grande maîtrise technique, il ne rencontre pas un immense succès mais travaille toujours avec régularité et persévérance. D'après Dizzy Gillespie, son jeu aurait eu une influence sur celui de Bud Powell, dont « il serait musicalement le père, Earl Hines étant son grand-père ».
Il meurt le 23 février 1966 à Youngstown (Ohio).
Il est crédité comme étant le co-auteur de la chanson Billy's Bounce, enregistrée par le Modern Jazz Quartet et Bobby McFerrin en 1992 sur l'album MJQ and Friends.